# 切列什諾湖
57°14′12″N 28°41′53″E / 57.23667°N 28.69806°E
切列什諾湖（俄语：Черешно），是俄羅斯的湖泊，位於該國西北部，由普斯科夫州負責管轄，處於奧斯特羅夫區，面積0.39平方公里，集水區面積4.6平方公里，平均水深4米，最大水深8米。